# Anke Erlank
Anke Erlank, née le 28 juillet 1977 au Cap en Afrique du Sud, est une triathlète championne du monde de Xterra Triathlon en 2001.

## Biographie
Anke Erlank participe à neuf championnats du monde de cyclisme sur route entre 1996 et 2006, ses meilleures place sont 25e sur le contre-la-montre des championnats du monde sur route à Saint-Sébastien en Espagne en 1997 et 22e en course en ligne en 1999 au  championnat du monde en Vénétie, en Italie.
Dans le même temps en 2001, elle devient championne du monde Xterra à Maui aux États-Unis devant les américaines Cherie Touchette et Kerstin Weule.

## Palmarès triathlon
Le tableau présente les résultats les plus significatifs (podium) obtenus sur le circuit international de triathlon depuis 2000.
| Année | Compétition                        | Pays           | Position          | Temps           |
| ----- | ---------------------------------- | -------------- | ----------------- | --------------- |
| 2004  | Xterra République tchèque          | Tchéquie       | Médaille d'argent | 2 h 40 min 14 s |
| 2001  | Championnat du monde Xterra - Maui | États-Unis     | Médaille d'or     | 3 h 0 min 59 s  |
| 2000  | Ironman Afrique du Sud             | Afrique du Sud | Médaille d'argent | 10 h 20 min 3 s |

## Palmarès cyclisme

### Par années
- 1999
  - Tour de Toona

### Championnats
|  | Année                                  | 1996 | 1997 | 1998 | 1999 | 2006 |
|  | Championnats du monde sur route        | 68e  | 44e  | 65e  | 22e  | 54e  |
|  | Championnats du monde contre la montre | 27e  | 25e  | 33e  | 28e  | -    |